# 1200
سنة 1200 كانت سنة كبيسة تبدأ يوم السبت (الرابط يظهر نموذج التقويم الكامل للسنة) من التقويم اليولياني.

## أحداث
- تأسيس مدينة كابل وتقع حاليا في أفغانستان.

## مواليد
- دوغين.
- أثير الدين الأبهري.
- ابن عصفور الإشبيلي.

## وفيات
- أرنو دانيال.
- العزيز عثمان.
- تشو شي، فيلسوف صيني كونفوشي.